# Danh sách cá nhân, tập thể được trao tặng Huân chương Hồ Chí Minh
Dưới đây là danh sách các tập thể và cá nhân được tặng thưởng Huân chương Hồ Chí Minh, Huân chương cao quý thứ hai của Đảng và Nhà nước Cộng hòa Xã hội chủ nghĩa Việt Nam. Danh sách này hiện chưa đầy đủ, đang tiếp tục được cập nhật

## Danh sách tập thể Việt Nam được tặng Huân chương Hồ Chí Minh

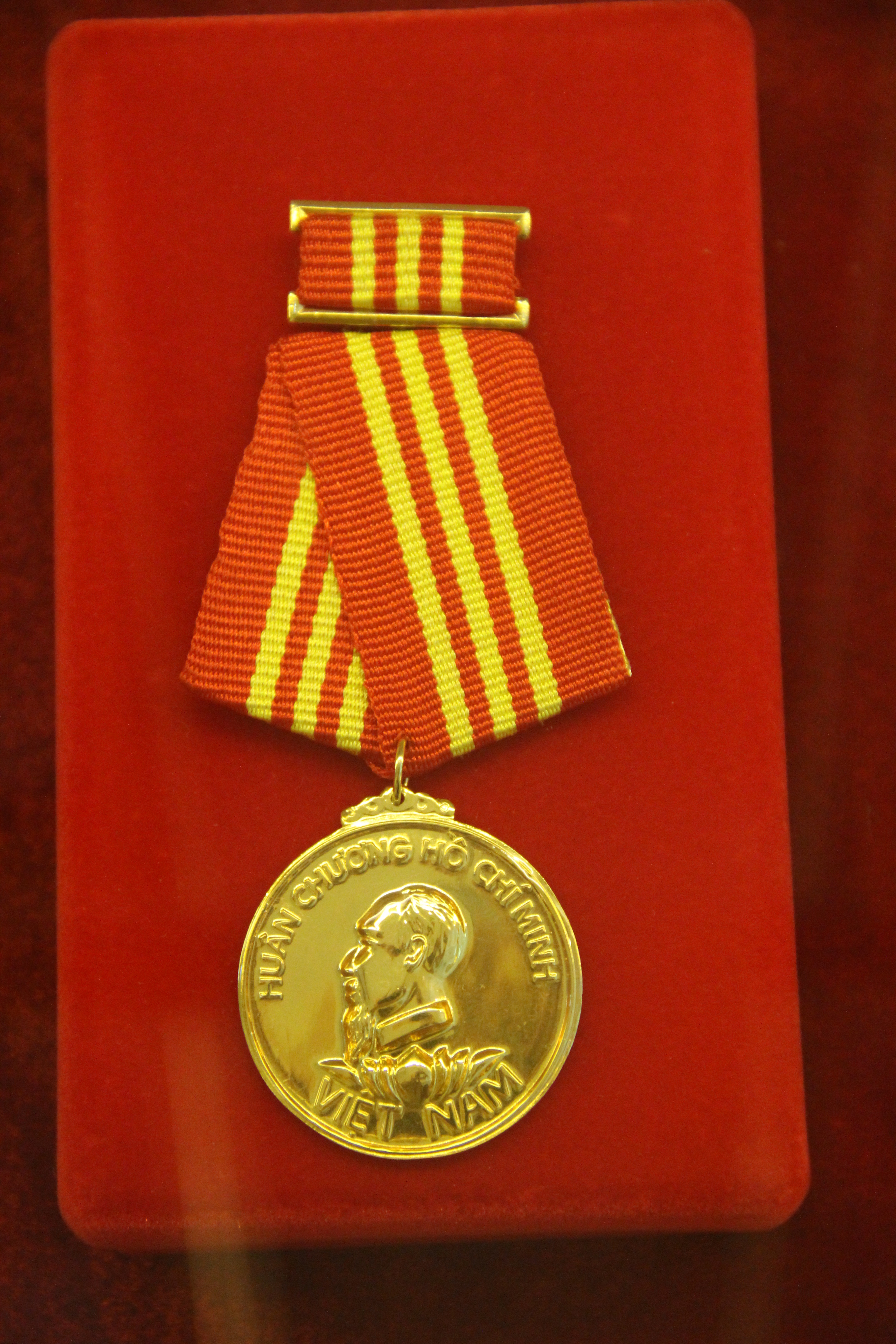
Huân chương Hồ Chí Minh trưng bày tại Bảo tàng Vũ khí, Hà Nội

| Đơn vị                                                  | Số lần nhận | Năm tặng thưởng | Chú thích |
| ------------------------------------------------------- | ----------- | --------------- | --------- |
| Học viện Chính trị Quân đội                             | 2 lần       |                 |           |
| Học viện Chính trị Quốc gia Hồ Chí Minh                 | 2 lần       | 1989, 2014      |           |
| Trường Sĩ quan Lục quân 1                               | 2 lần       |                 |           |
| Học viện Hành chính Quốc gia                            |             | 2014            |           |
| Tổng cục Chính trị Quân đội                             | 2 lần       | 2014            |           |
| Tỉnh Hà Tĩnh                                            |             | 2011            |           |
| Tỉnh Tuyên Quang                                        | 2 lần       |                 |           |
| Học viện Quốc phòng                                     |             | 2012            |           |
| Bộ đội Biên phòng Việt Nam                              | 3 lần       |                 |           |
| Học viện Quân y                                         | 2 lần       | ?               | 2019      |
| Thành phố Hà Nội                                        |             | 2014            |           |
| Tỉnh Bình Định                                          |             | 2015            |           |
| Bộ Nội vụ                                               |             | 2015            |           |
| Bộ Ngoại giao                                           |             | 2010            |           |
| Tập đoàn Điện lực                                       |             | 2014            |           |
| Bộ Tài chính                                            |             | 2015            |           |
| Tỉnh Quảng Nam                                          |             | 2012            |           |
| Bộ Lao động Thương binh và Xã hội                       | 2 lần       | 2015            |           |
| Tổng cục An ninh Công an                                |             | 2011            |           |
| Bộ Tài nguyên và Môi trường                             |             | 2012            |           |
| Công đoàn Bưu điện Việt Nam                             |             | 2007            |           |
| Tỉnh Quảng Ngãi                                         |             | 2014            |           |
| Quân đoàn 3                                             |             | 2015            |           |
| Tạp chí Cộng sản                                        | 2 lần       | 2015            |           |
| Học viện Tài chính                                      |             | 2013            |           |
| Học viện Lục quân                                       | 2 lần       |                 |           |
| Học viện Nông nghiệp                                    |             | 2001            |           |
| Đại học Bách khoa Hà Nội                                | 2 lần       | 2001, 2016      |           |
| Trường Đại học Xây dựng Hà Nội                          |             | 2001            |           |
| Trường Đại học Thủy lợi                                 |             | 2004            |           |
| Trường Đại học Giao thông vận tải                       |             | 2005            |           |
| Trường Đại học Công đoàn                                |             | 2016            |           |
| Lực lượng Cảnh vệ Công an                               |             | 2013            |           |
| Đại học Kinh tế Quốc dân                                | 2 lần       | 2006, 2011      |           |
| Trường Đại học Mỏ - Địa chất                            |             | 2005            |           |
| Học viện Báo chí và Tuyên truyền                        | 2 lần       | 2007, 2012      |           |
| Tổng cục Đường bộ                                       |             | 2010            |           |
| Cơ quan An ninh điều tra (Bộ Công an)                   |             | 2011            |           |
| Tỉnh Hưng Yên                                           |             | 2011            |           |
| Học viện Kỹ thuật Quân sự                               |             | 2011            |           |
| Trường Đại học Công nghệ Giao thông vận tải             |             |                 |           |
| Trường Đại học Công nghiệp Hà Nội                       |             | 2013            |           |
| Tỉnh Thái Nguyên                                        |             | 2012            |           |
| Học viện Ngoại giao                                     |             | 2009            |           |
| Đại học Y Hà Nội                                        | 2 lần       | ?, 2012         |           |
| Tỉnh Bắc Ninh                                           |             | 2012            |           |
| Công ty Xi măng Hải Phòng                               |             |                 |           |
| Tỉnh Quảng Bình                                         |             | 2014            |           |
| Lực lượng Cảnh sát Cơ động                              |             |                 |           |
| Quân đoàn 2                                             |             |                 |           |
| Học viện Âm nhạc Quốc gia Việt Nam                      |             |                 |           |
| Cục Kỹ thuật Nghiệp vụ II, Tổng cục An ninh, Bộ Công an |             |                 |           |
| Trường Đại học Khoa học, Xã hội và Nhân văn             |             |                 |           |
| Mặt trận Tổ quốc thành phố Hà Nội                       |             | 2009            |           |
| Tổng cục Thuế                                           |             | 2004            |           |
| Viện 69                                                 |             | 2009            |           |
| Hội Cựu chiến binh Việt Nam                             |             | 2012            |           |
| Quân đoàn 1 (Binh đoàn Quyết Thắng)                     |             |                 |           |
| Tổng công ty Sông Đà                                    |             | 2004            |           |
| Tỉnh Vĩnh Phúc                                          |             | 2014            |           |
| Ngân hàng TMCP Ngoại thương Việt Nam                    |             | 2008            |           |
| Nhà xuất bản Giáo dục Việt Nam                          |             | 2007            |           |
| Trường Đại học Hàng hải Việt Nam                        |             |                 |           |
| Lực Lượng Vũ Trang Tỉnh Bến Tre                         |             |                 |           |

## Danh sách cá nhân được trao tặng Huân chương Hồ Chí Minh
| Họ và tên                    | Năm sinh và năm mất | Chức vụ cao nhất | Năm trao tặng             |
| ---------------------------- | ------------------- | --- | ------------------------- |
| Trần Phú                     | 1904-1931           | Tổng Bí thư Ban chấp hành Trung ương Đảng Cộng sản Việt Nam                                                                                                  |                           |
| Võ Nguyên Giáp               | 1911-2013           | Đại tướng, Tổng Tư lệnh Quân đội nhân dân Việt Nam, Bí thư Quân ủy Trung ương, Phó Thủ tướng Chính phủ                                                       | 1950, 1979                |
| Lê Đức Anh                   | 1920-2019           | Đại tướng, Ủy viên Bộ Chính trị, Chủ tịch nước Việt Nam |                           |
| Nguyễn An Ninh               | 1900-1943           | |                           |
| Nguyễn Chí Thanh             | 1914-1967           | Đại tướng, Ủy viên Bộ Chính trị, Chủ nhiệm Tổng cục Chính trị Quân đội nhân dân Việt Nam                                                                     |                           |
| Trần Quý Kiên                | 1911-1965           | Thường Vụ xứ Ủy Bắc Kỳ -Bí thư Thành ủy Hà Nội |                           |
| Nguyễn Sơn                   | 1908-1956           | Thiếu tướng, Chủ tịch Ủy ban kháng chiến hành chính miền Nam Việt Nam, "Lưỡng quốc tướng quân"                                                               |                           |
| Trần Văn Trà                 | 1919–1996           | Thượng tướng, Thứ trưởng Bộ Quốc phòng, Phó Tổng tham mưu trưởng (1955-1962), Tư lệnh Quân giải phóng miền Nam (1963-1967 và 1973-1975)                      | 2 Huân chương Hồ Chí Minh |
| Kim Ngọc                     | 1917- 1979          | Phó Chính ủy Quân khu Việt Bắc, Bí thư Tỉnh ủy Vĩnh Phúc | 2009                      |
| Tôn Thất Tùng                | 1912-1982           | Thứ trưởng Bộ Y tế Việt Nam Dân chủ Cộng hòa, Giám đốc Bệnh viện Phủ Doãn (nay là Bệnh viện Hữu nghị Việt - Đức)                                             |                           |
| Trần Văn Giàu                | 1911-2010           | Giáo sư |                           |
| Trần Văn Hiển                | 1922-               | Ủy viên Ban Chấp hành Trung ương Đảng Cộng sản Việt Nam khóa IV, Bộ trưởng Bộ Nội thương.                                                                    |                           |
| Trương Mỹ Hoa                | 1945-               | Bí thư Ban Chấp hành Trung ương Đảng, Phó Chủ tịch nước Cộng hòa Xã hội Chủ nghĩa Việt Nam, Phó Chủ tịch Quốc hội                                            | 2007                      |
| Trương Văn Bang              | 1911-1981           | Bí thư Xứ ủy Nam Kỳ. |                           |
| Nguyễn Thanh Sơn             | 1910-1996           | Bí thư Xứ ủy Nam Kỳ |                           |
| Nguyễn Văn Tạo               | 1908-1970           | Bộ trưởng Bộ Lao động Thương binh và Xã hội |                           |
| Phan Trọng Tuệ               | 1917-1991           | Phó Thủ tướng Chính phủ Việt Nam Dân chủ Cộng hòa, Ủy viên Ban Chấp hành Trung ương Đảng Cộng sản Việt Nam các khóa III và IV                                |                           |
| Hoàng Văn Thái               | 1915-1986           | Đại tướng, Ủy viên Ban Chấp hành Trung ương Đảng Cộng sản Việt Nam khóa III, IV, V.Thứ trưởng Bộ Quốc phòng, Tổng Tham mưu trưởng Quân đội nhân dân Việt Nam |                           |
| Chu Huy Mân                  | 1913-2006           | Đại tướng, Ủy viên Bộ Chính trị, Chủ nhiệm Tổng cục Chính trị                                                                                                |                           |
| Bùi Thiện Ngộ                | 1929-2006           | Thượng tướng, Ủy viên Bộ Chính trị, Bộ trưởng Bộ Nội vụ (nay là Bộ Công an).                                                                                 | 2006                      |
| Hoàng Minh Thảo              | 1921-2008           | Thượng tướng, Viện trưởng Học viện Quốc phòng, Viện trưởng Viện Chiến lược Quân sự                                                                           | 1993                      |
| Bùi Phùng                    | 1920-1999           | Thượng tướng, Ủy viên Trung ương Đảng khóa IV, V.Thứ trưởng Bộ Quốc phòng, kiêm Phó Chủ nhiệm Uỷ ban Kế hoạch nhà nước.                                      | 1993                      |
| Lê Quang Hòa                 | 1914-1993           | Thượng tướng, Tổng thanh tra Quân đội kiêm Thứ trưởng Bộ Quốc phòng                                                                                          | 1993                      |
| Nguyễn Minh Châu             | 1921-1999           | Thượng tướng, Phó Tổng thanh tra Quân đội | 1993                      |
| Hoàng Cầm                    | 1920-2013           | Thượng tướng, Tổng thanh tra Quân đội (1987-1992) | 1993                      |
| Phạm Ngọc Mậu                | 1919-1993           | Thượng tướng, Phó Chủ nhiệm Tổng cục Chính trị | 1993                      |
| Hoàng Thế Thiện              | 1922-1995           | Thiếu tướng, Ủy viên dự khuyết Ban Chấp hành Trung ương Đảng Cộng sản Việt Nam khóa IV, Thứ trưởng Bộ Quốc phòng, Trưởng ban Ban B.68 Trung ương Đảng        | 2002 (truy tặng)          |
| Phan Thái Ất                 | 1894-1967           | Ủy viên Xứ ủy Trung kỳ Bí thư Chi bộ Đông Dương Cộng sản Đảng đầu tiên tại Anh Sơn, Bí thư Tổng Nông hội đỏ Nghệ An, Nguyên Bí thư Tỉnh ủy Quảng Ngãi.       | 2002 (truy tặng)          |
| Nguyễn Ngọc Trìu             | 1926-2016           | Phó Thủ tướng | 2007                      |
| Phan Mỹ                      | 1914-1987           | Bộ trưởng, Chủ nhiệm Văn phòng Chính phủ | 2007                      |
| Nguyễn Xuân Hoàng            | 1918-1987           | Trung tướng,Trưởng ban B86, Viện trưởng Viện Lịch sử quân sự Việt Nam                                                                                        | 2007                      |
| Phạm Văn Trà                 | 1935                | Đại tướng, Uỷ viên Bộ Chính trị, Phó bí thư Quân ủy Trung ương, Bộ trưởng Bộ Quốc phòng                                                                      | 2007                      |
| Lê Trung Toản                | 1921-2017           | Phó trưởng Ban thường trực Ban cải tạo công thương nghiệp trung ương                                                                                         | 2007                      |
| Vũ Thơ                       | 1920-2013           | Phó Trưởng Ban Tổ chức trung ương, Bí Thư Tỉnh ủy các tỉnh Ninh Bình, Hòa Bình, Hưng Yên, Hà Bắc                                                             | 2008                      |
| Miguel Díaz-Canel            | 1960                | Chủ tịch Hội đồng Nhà nước Cộng hòa Cuba | 2018                      |
| Phan Văn Định                | 1904-1984           | Bi thư đầu tiên Tỉnh uỷ Quảng Nam Đà Nẵng 1930 | 2000 (truy tặng)          |
| Vladimir Vladimirovich Putin | 1952                | Tổng thống Liên bang Nga | 2001                      |
| Trần Đại Quang               | 1956–2018           | Đại tướng, Ủy viên Bộ Chính trị, Chủ tịch nước Việt Nam (2016–2018)                                                                                          | 2025 (truy tặng)          |
| Nguyễn Sinh Hùng             | 1946                | Chủ tịch Quốc hội | 2025                      |
| Nguyễn Thị Kim Ngân          | 1954                | Chủ tịch Quốc hội | 2025                      |
| Lê Hồng Anh                  | 1949                | Đại tướng, Thường trực Ban Bí thư | 2025                      |
| Trần Quốc Vượng              | 1953                | Thường trực Ban Bí thư | 2025                      |
| Tòng Thị Phóng               | 1954                | Phó Chủ tịch Thường trực Quốc hội | 2025                      |
| Nguyễn Thiện Nhân            | 1953                | Bí thư Thành ủy Thành phố Hồ Chí Minh, Chủ tịch Ủy ban Trung ương Mặt trận Tổ quốc Việt Nam                                                                  | 2025                      |
| Ngô Xuân Lịch                | 1954                | Đại tướng, Bộ trưởng Bộ Quốc phòng | 2025                      |
| Đinh Thế Huynh               | 1953                | Uỷ viên Bộ Chính trị, Thường trực Ban Bí thư | 2025                      |